# William A. Pailes
William Arthur Pailes dit Bill Pailes est un astronaute américain né le 26 juin 1952.

## Vols réalisés
Il réalise un unique vol en tant que spécialiste de charge utile le 3 octobre 1985 à bord du vol Atlantis (STS-51-J).